# Storthophorus ambiguus
Storthophorus ambiguus är en mångfotingart som beskrevs av Carl Graf Attems 1935. Storthophorus ambiguus ingår i släktet Storthophorus och familjen Odontopygidae. Inga underarter finns listade i Catalogue of Life.